# Копа (Хромтауский район)
Копа (каз. Қопа) — село в Хромтауском районе Актюбинской области Казахстана. Административный центр Копинского сельского округа. Код КАТО — 156041100.

## Население
В 1999 году население села составляло 1226 человек (583 мужчины и 643 женщины). По данным переписи 2009 года, в селе проживали 784 человека (381 мужчина и 403 женщины).